# Biofijación

Animación del ciclo de carbón en un bosque.

La biofijación (en inglés: biosequestration) es la captura y el almacenamiento del gas de efecto invernadero atmosférico dióxido de carbono por procesos biológicos.
Esto puede ser por el aumento de la fotosíntesis (a través de prácticas como la reforestación / prevención de la deforestación y la ingeniería genética); mejorando la captura de carbono en el suelo en la agricultura; o mediante el uso de bio fijación de algas (ver biorreactor de algas) para absorber las emisiones de dióxido de carbono del carbón, el petróleo (petróleo) o el gas natural.
La biofijación como un proceso natural ha ocurrido en el pasado, y fue responsable de la formación de depósitos extensos de carbón y petróleo que ahora se están quemando. Es un concepto de política clave en el debate sobre la mitigación del cambio climático. En general, no se refiere al secuestro de dióxido de carbono en los océanos (ver fijación de carbono y acidificación de los océanos) o formaciones rocosas, depósitos de petróleo o gas agotados (ver agotamiento de petróleo y pico de petróleo), acuíferos salinos profundos o vetas de carbón profundo (ver minería de carbón) (para todos vea geofijación) o mediante el uso de lavado de dióxido de carbono industrial químico.

## La importancia de las plantas en el almacenamiento del dióxido de carbono atmosférico

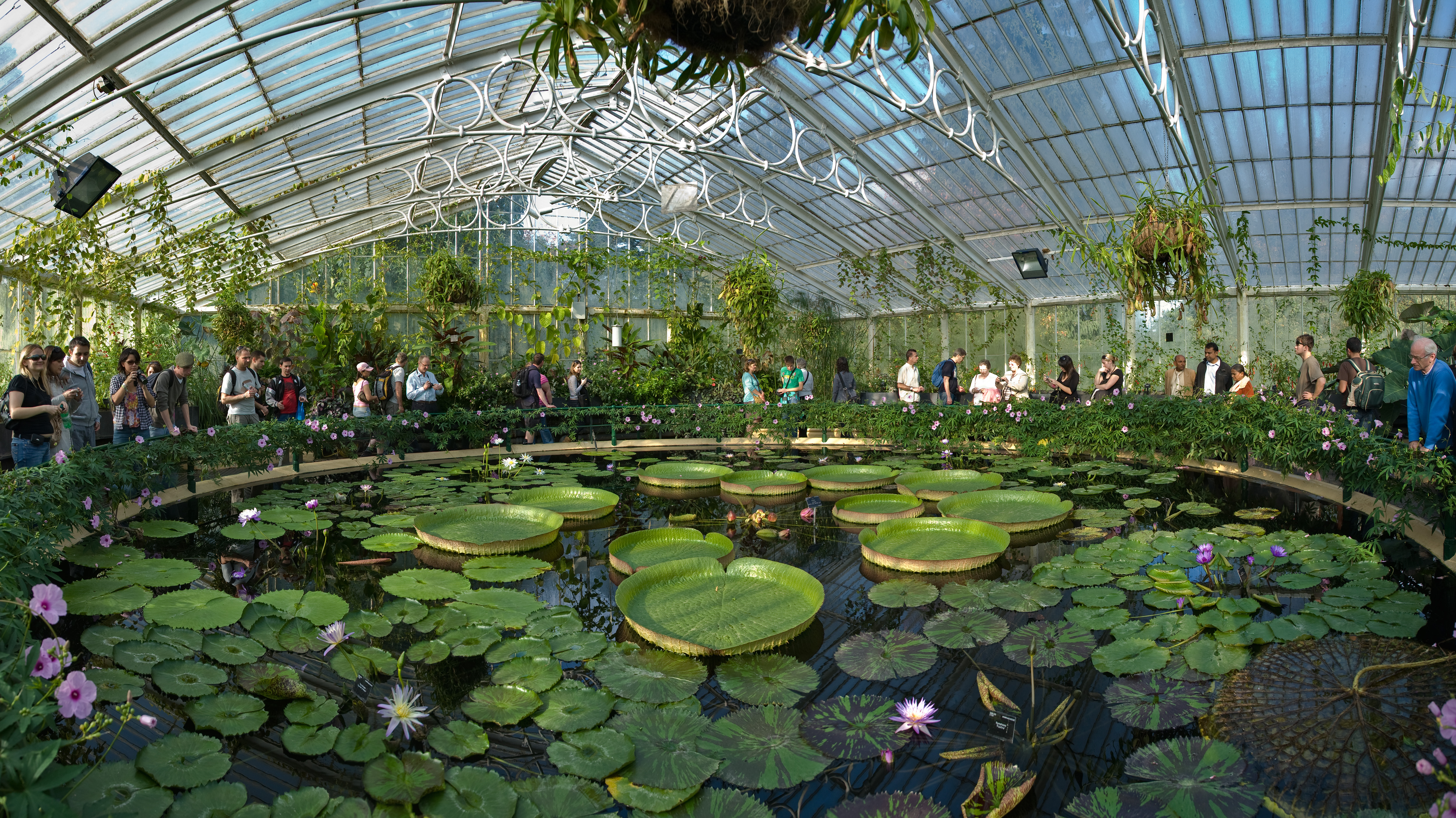
Kew Jardines Waterlily House. David Iliff, 2008

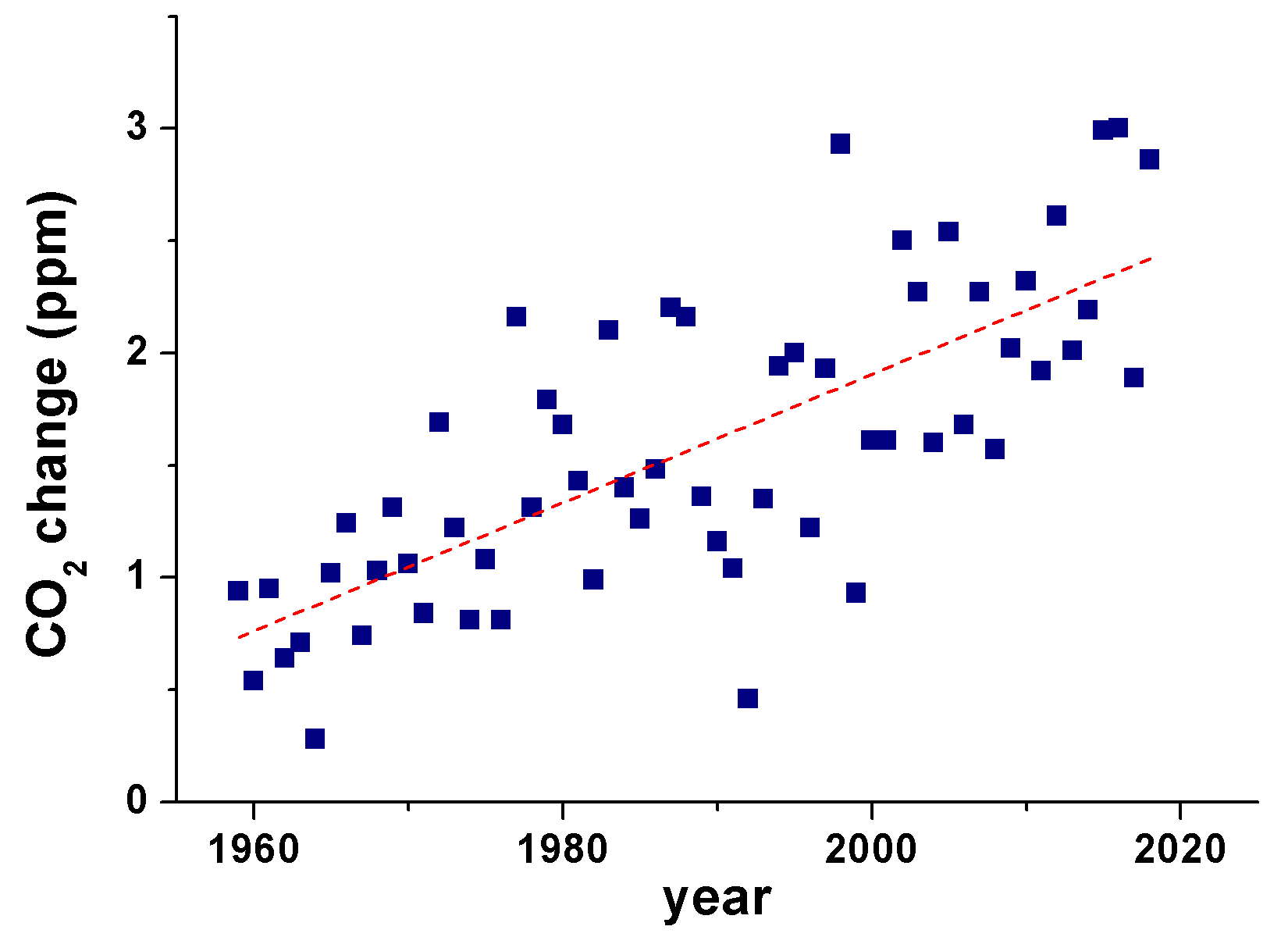
Aumento reciente del CO2 atmosférico año tras año.

Después del vapor de agua (concentraciones de las cuales los humanos tienen una capacidad limitada para influir), el dióxido de carbono es el gas de efecto invernadero más abundante y estable en la atmósfera (el metano reacciona rápidamente para formar vapor de agua y dióxido de carbono). El dióxido de carbono atmosférico ha aumentado de aproximadamente 280 ppm en 1750 a 383 ppm en 2007 y está aumentando a una tasa promedio de 2 ppm por año. Los océanos del mundo han desempeñado previamente un papel importante en la fijación de dióxido de carbono atmosférico a través de la solubilidad y la acción del fitoplancton. Esto, y las probables consecuencias adversas para los humanos y la biosfera del calentamiento global asociado, aumentan la importancia de investigar los mecanismos de políticas para fomentar la biofijación.

## Reforestación, deforestación evitada y LULUCF

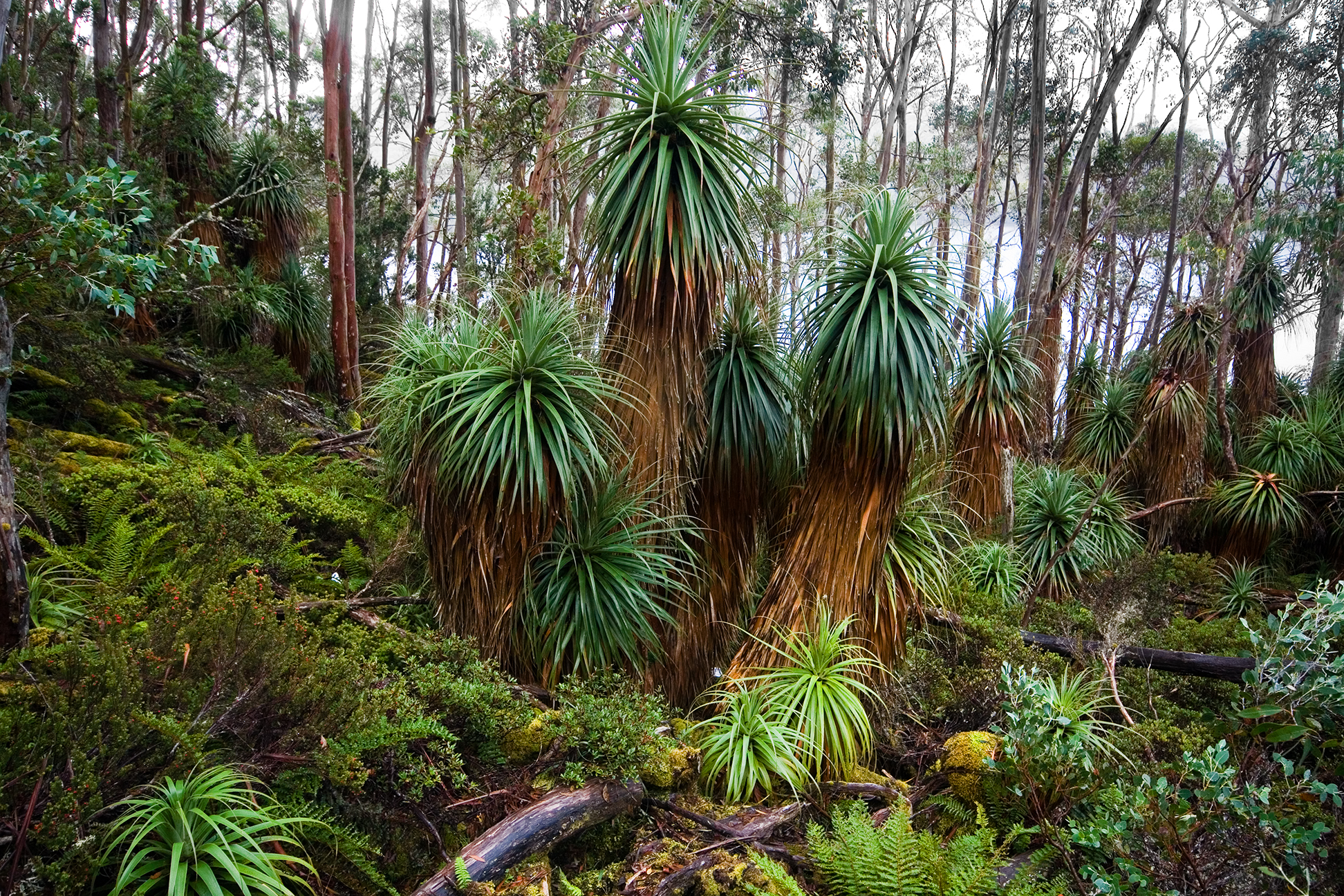
La reforestación y la reducción de la deforestación pueden aumentar la biofijación de cuatro maneras. Pandani (Richea pandanifolia) cerca del lago Dobson, parque nacional del monte Field, Tasmania, Australia.

El Grupo Intergubernamental sobre el Cambio Climático (IPCC) estima que la tala de bosques ahora contribuye con cerca del 20% de los gases de efecto invernadero que ingresan a la atmósfera. Candell y Raupach argumentan que hay cuatro formas principales en que la reforestación y la reducción de la deforestación pueden aumentar la biofijación. Primero, aumentando el volumen del bosque existente. En segundo lugar, al aumentar la densidad de carbono de los bosques existentes en una escala de stand y paisaje. Tercero, expandiendo el uso de productos forestales que reemplazarán de manera sostenible las emisiones de combustibles fósiles. En cuarto lugar, al reducir las emisiones de carbono causadas por la deforestación y la degradación. Las reducciones de desbroce de tierras, la mayoría de las veces, crean beneficios para la biodiversidad en una vasta extensión de regiones terrestres. Las preocupaciones, sin embargo, surgen cuando la densidad y el área de vegetación aumentan, la presión de pastoreo también podría aumentar en otras áreas, causando la degradación de la tierra.
Un informe reciente de la CSIRO australiana descubrió que las opciones forestales y las relacionadas con los bosques son el sumidero de carbono más significativo y más fácil de alcanzar, con 105 Mt anuales CO2-e o aproximadamente el 75 por ciento de la cifra total alcanzable para el estado australiano de Queensland de 2010-2050. Entre las opciones forestales, el informe CSIRO anunció que la silvicultura con el objetivo principal de almacenamiento de carbono (llamado silvicultura de carbono) tiene claramente la capacidad de almacenamiento de carbono más alta posible (77 Mt CO2-e / año) y es una de las opciones más fáciles de implementar en comparación con plantaciones de biodiversidad, eucaliptos anteriores a 1990, plantaciones posteriores a 1990 y rebrote controlado. Las estrategias legales para alentar esta forma de biofijación incluyen la protección permanente de los bosques en los Parques Nacionales o en la Lista del Patrimonio Mundial, gestión debidamente financiada y prohibiciones sobre el uso de maderas de bosque y usos ineficientes, tales como cortar madera en bosques viejos.
Como resultado del cabildeo del caucus de los países en desarrollo (o Grupo de los 77) en las Naciones Unidas (asociado a la Conferencia de las Naciones Unidas sobre el Medio Ambiente y el Desarrollo (CNUMAD) en Río de Janeiro, los Principios Forestales no vinculantes se establecieron en 1992 . Éstas vincularon el problema de la deforestación con la deuda del Tercer Mundo y la transferencia de tecnología inadecuada y declararon que el "costo incremental total acordado de lograr los beneficios asociados con la conservación de los bosques debería ser compartido equitativamente por la comunidad internacional" (para1 (b)). Posteriormente, el Grupo de los 77 abogó en el Panel Intergubernamental sobre Bosques (IPF) de 1995 y luego en el Foro Intergubernamental sobre Bosques (IFF) de 2001 por el acceso asequible a tecnologías ambientalmente racionales sin la rigurosidad de los derechos de propiedad intelectual; mientras que los estados desarrollados rechazaron las demandas de un fondo forestal. El grupo de expertos creado bajo el Foro de las Naciones Unidas sobre Bosques (FNUB) informó en 2004, pero en 2007 las naciones desarrolladas vetaron nuevamente el lenguaje en los principios del texto final que podría confirmar su responsabilidad legal bajo el derecho internacional de suministrar financiamiento y tecnologías ambientalmente racionales para el mundo en desarrollo.

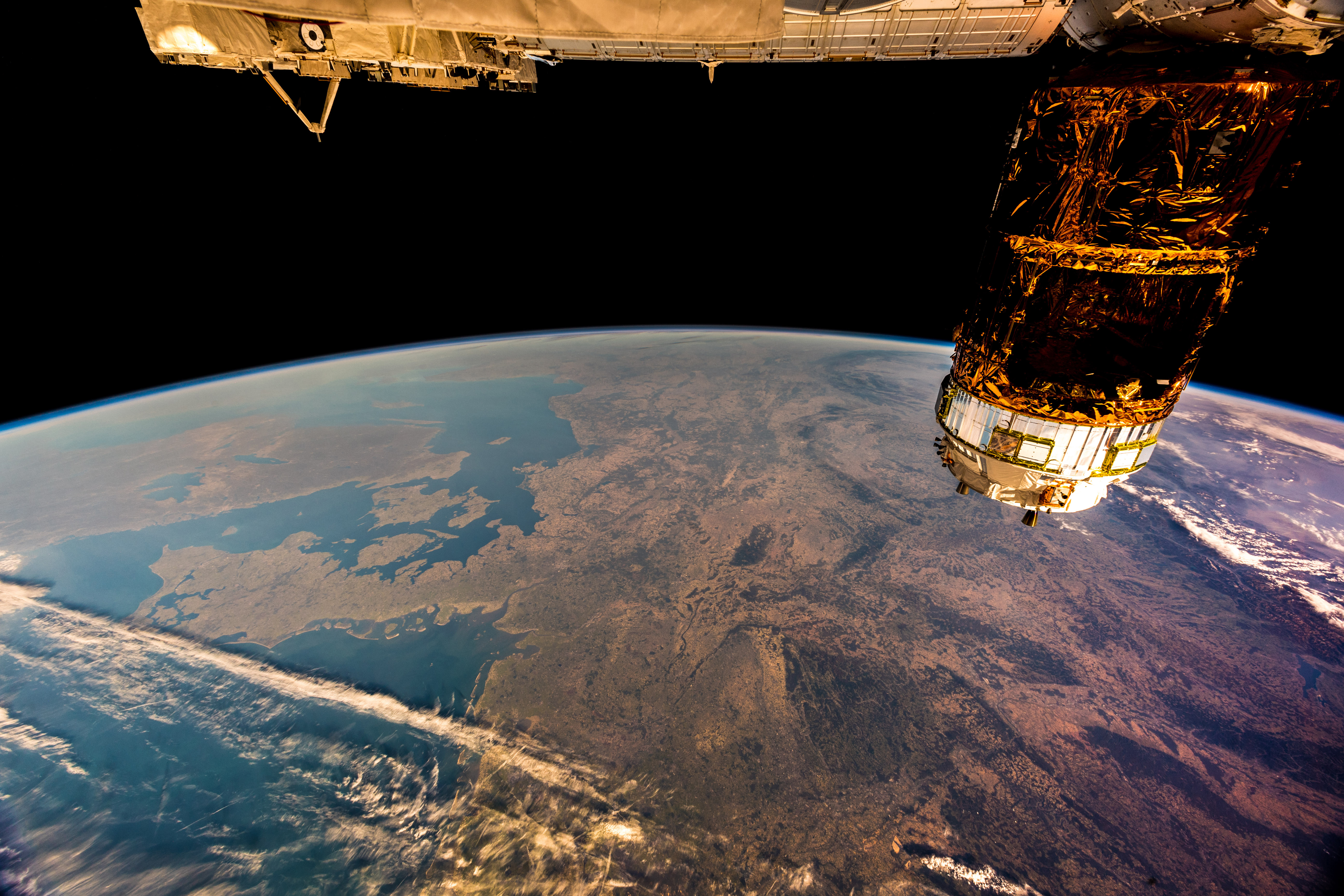
Europa solo tiene 3% de los bosques nativos. La destrucción de su bosque original, además de su alta industrialización, resultó en lluvia ácida.

En diciembre de 2007, después de un debate de dos años sobre una propuesta de Papúa Nueva Guinea y Costa Rica, los estados parte de la Convención Marco de las Naciones Unidas sobre el Cambio Climático (FCCC) acordaron explorar formas de reducir las emisiones de la deforestación y mejorar las reservas forestales de carbono en países en desarrollo. La idea subyacente es que las naciones en desarrollo deberían ser compensadas financieramente si logran reducir sus niveles de deforestación (evaluando el carbono que se almacena en los bosques); un concepto denominado "deforestación evitada (AD) o, REDD si se ampliara para incluir la reducción de la degradación de los bosques (ver Reducción de las emisiones de la deforestación y la degradación de los bosques). Bajo el modelo de mercado libre defendido por los países que han formado la Coalición de Naciones del Bosque Lluvioso, las naciones en desarrollo con bosques tropicales venderían créditos de sumidero de carbono en un sistema de mercado libre al Protocolo I del Protocolo de Kioto que excedió su asignación de emisiones. Para que REDD tenga éxito, la ciencia y la infraestructura regulatoria relacionada con los bosques necesitarán aumentar para que las naciones puedan inventariar todo el carbono de sus bosques, demostrar que pueden controlar el uso de la tierra a nivel local y demostrar que sus emisiones están disminuyendo.

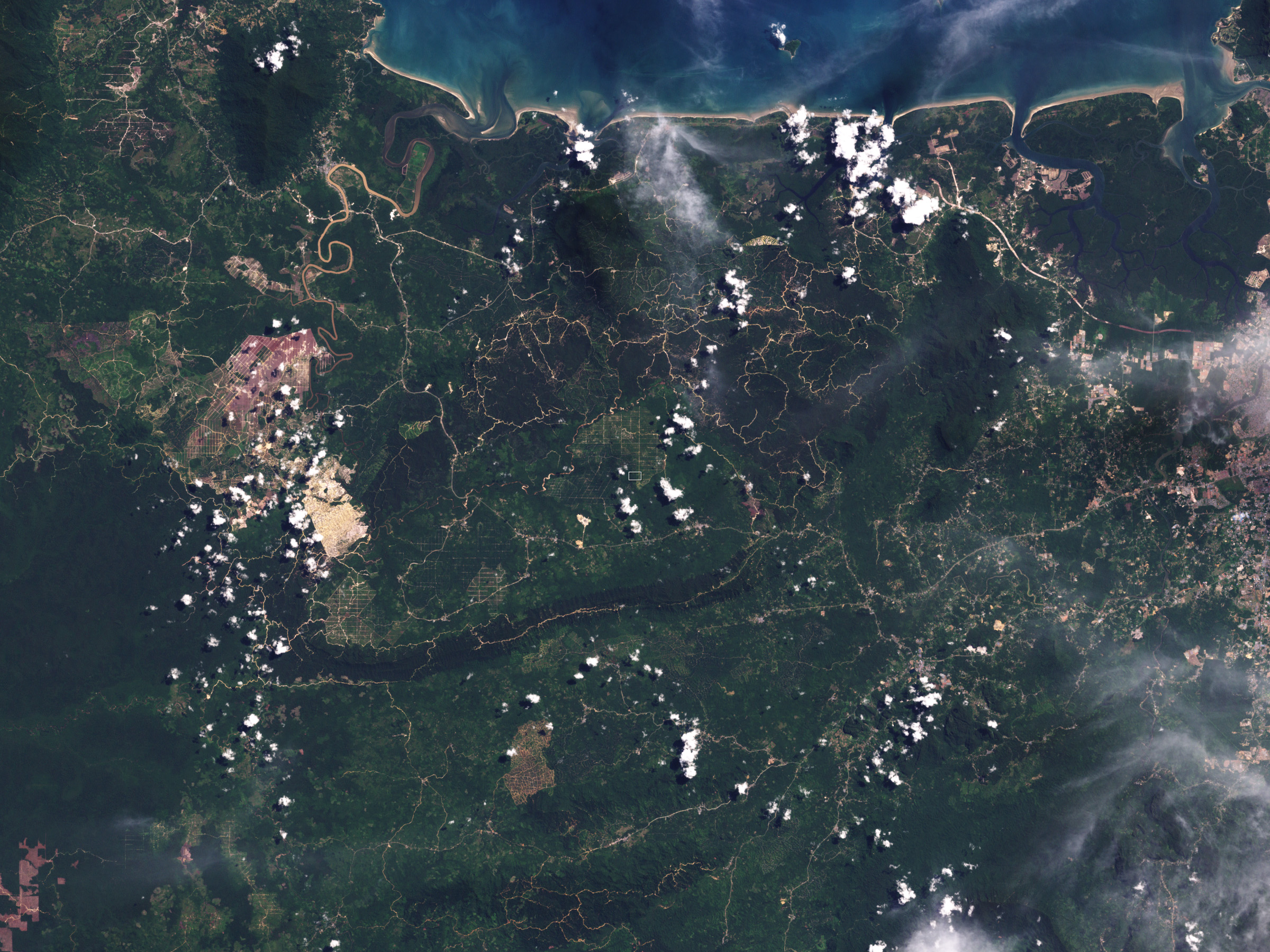
NASA Earth Observatory, 2009. Deforestación en Malasia, Borneo.

Después de la respuesta inicial de la nación donante, la ONU estableció REDD Plus o REDD +, ampliando el alcance del programa original para incluir el aumento de la cubierta forestal mediante la reforestación y la plantación de nueva cubierta forestal, así como la promoción del manejo sostenible de los recursos forestales.
El Artículo 4 (1) (a) de la Convención Marco de las Naciones Unidas sobre el Cambio Climático (CMNUCC) exige que todas las Partes "desarrollen, actualicen periódicamente, publiquen y pongan a disposición de la Conferencia de las Partes", así como "inventarios nacionales de emisiones antropogénicas por fuentes "" absorciones por sumideros de todos los gases de efecto invernadero no controlados por el Protocolo de Montreal ". Conforme a las directrices de presentación de informes de la CMNUCC, las emisiones de gases de efecto invernadero inducidas por el hombre deben informarse en seis sectores: energía (incluida la energía estacionaria y el transporte); procesos industriales; solvente y otro uso del producto; agricultura; residuos; y uso de la tierra, cambio de uso de la tierra y silvicultura (LULUCF). Las reglas que rigen la contabilidad e informes de emisiones de gases de efecto invernadero de LULUCF bajo el Protocolo de Kioto están contenidas en varias decisiones de la Conferencia de las Partes bajo la CMNUCC y LULUCF ha sido el tema de dos informes principales del Panel Intergubernamental sobre Cambio Climático (IPCC). El artículo 3.3 del Protocolo de Kioto requiere una contabilidad LULUCF obligatoria para la aforestación (sin bosque en los últimos 50 años), reforestación (no bosque el 31 de diciembre de 1989) y deforestación, así como (en el primer período de compromiso) conforme al artículo 3.4 contabilidad voluntaria de gestión de tierras de cultivo, gestión de tierras de pastoreo, revegetación y gestión forestal (si no está ya contemplado en el artículo 3.3).

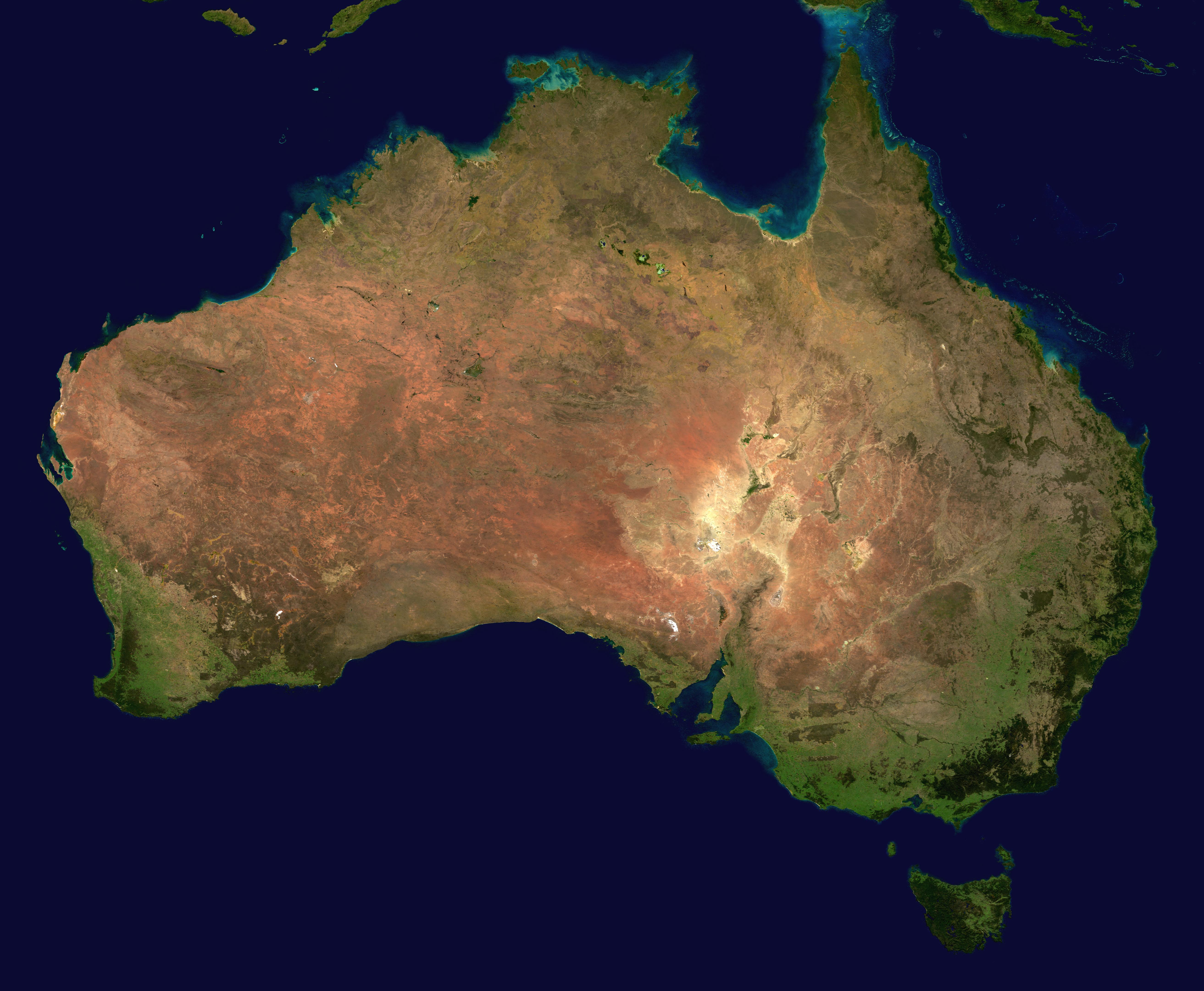
Continente de Australia desde el espacio. Australia es un importante productor de combustibles fósiles y tiene importantes problemas con la deforestación.

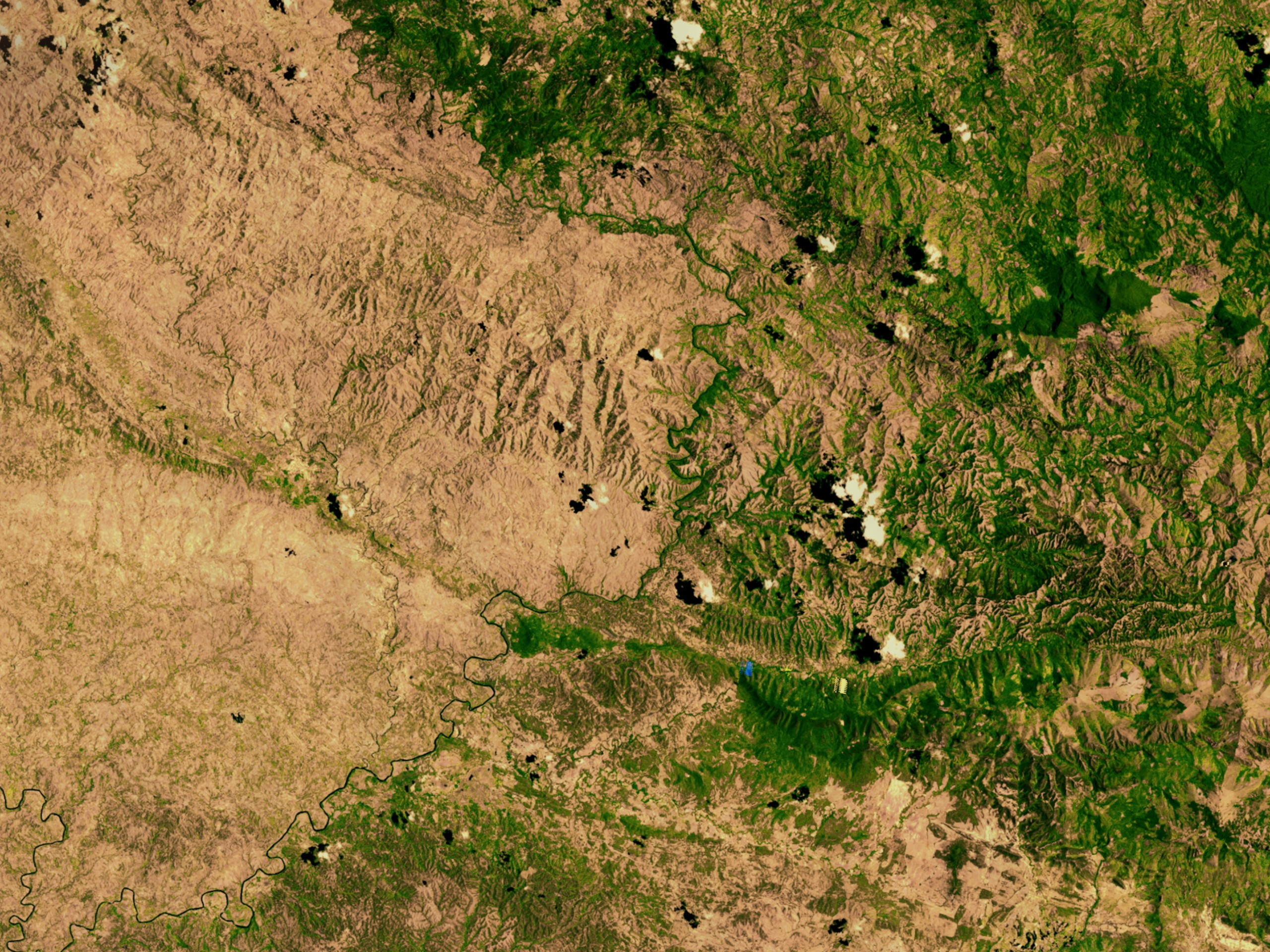
Deforestación en Haití. NASA, 2008.

Como ejemplo, el Inventario Nacional de Gases de Efecto Invernadero de Australia (NGGI) preparado de acuerdo con estos requisitos indica que el sector energético representa el 69 por ciento de las emisiones de Australia, la agricultura el 16 por ciento y el LULUCF el seis por ciento. Sin embargo, desde 1990, las emisiones del sector de la energía aumentaron un 35% (la energía estacionaria aumentó un 43% y el transporte aumentó un 23%). En comparación, las emisiones de LULUCF han disminuido en un 73%. Sin embargo, Andrew Macintosh ha planteado preguntas sobre la veracidad de las estimaciones de emisiones del sector LULUCF debido a las discrepancias entre los datos de limpieza de tierras de los gobiernos de Australia y Queensland. Los datos publicados por el Statewide Landcover and Trees Study (SLATS) en Queensland, por ejemplo, muestran que la cantidad total de desmonte en Queensland identificada bajo SLATS entre 1989-1990 y 2000-2001 es aproximadamente un 50% mayor que la cantidad estimada por el Sistema Nacional de Contabilidad del Carbono del Gobierno Federal Australiano (NCAS) entre 1990 y 2001.
Las imágenes de satélite se han vuelto cruciales para obtener datos sobre los niveles de deforestación y reforestación. Los datos satelitales de Landsat, por ejemplo, se utilizaron para cartografiar la deforestación tropical como parte del Proyecto de Deforestación Tropical Húmedo Landsat Pathfinder de la NASA, un esfuerzo de colaboración entre científicos de la Universidad de Maryland, la Universidad de New Hampshire y el Goddard Space Flight Center de la NASA. El proyecto produjo mapas de deforestación para la cuenca del Amazonas, África Central y el sudeste asiático durante tres períodos en los años setenta, ochenta y noventa..

## Fotosíntesis mejorada

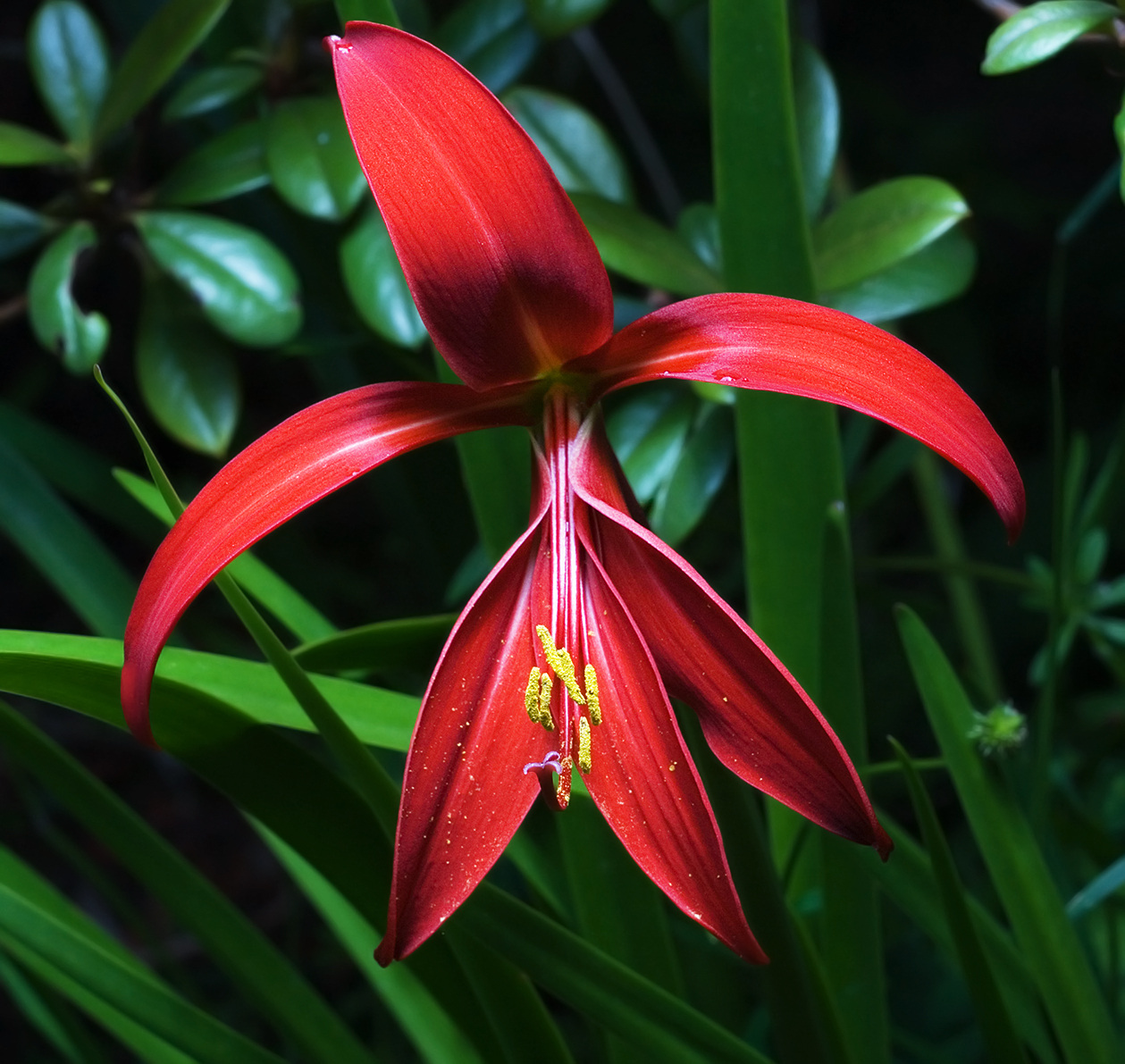
Sprekelia formosissima en Tasmania, Australia.

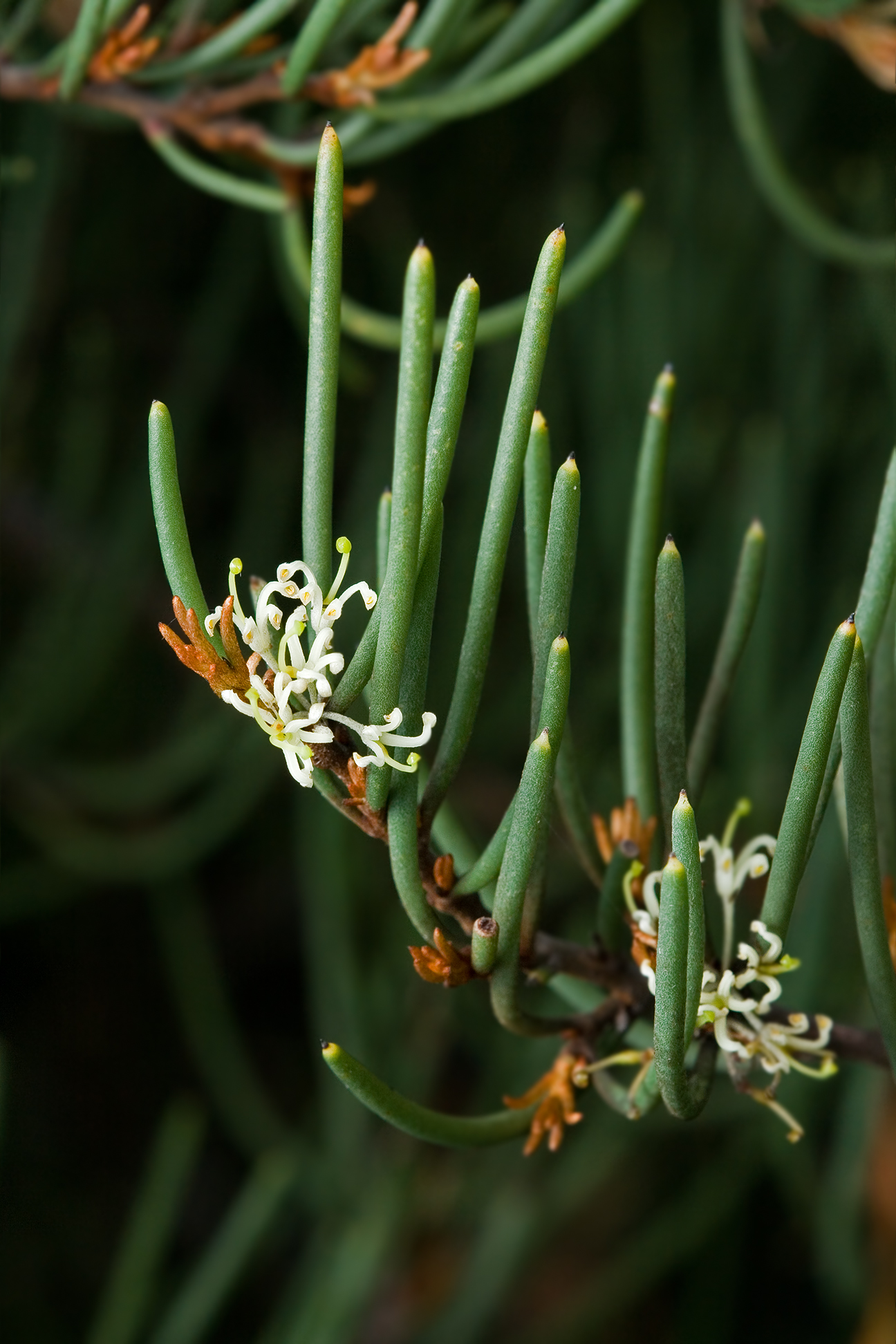
Hakea epiglotis, Cabo Raoul, Península de Tasmania, Australia.

La biofijación puede mejorarse mejorando la eficiencia fotosintética modificando los genes RuBisCO en las plantas para aumentar la actividad catalítica y / u oxigenación de esa enzima.
Una de esas áreas de investigación implica aumentar la proporción de la Tierra de las plantas fotosintéticas de fijación de carbono C4. Las plantas C4 representan aproximadamente el 5% de la biomasa vegetal de la Tierra y el 1% de sus especies vegetales conocidas,. pero representan alrededor del 30% de la fijación de carbono terrestre En las hojas de las plantas C3, los fotones capturados de energía solar se someten a la fotosíntesis, que asimila el carbono en carbohidratos (triosefosfatos) en los cloroplastos de las células del mesófilo. El paso primario de fijación de CO2 está catalizado por la ribulosa-1,5-bisfosfato carboxilasa / oxigenasa (rubisco) que reacciona con el O2 y conduce a la fotorrespiración que protege la fotosíntesis de la fotoinhibición pero desperdicia el 50% del carbono potencialmente fijo. La ruta fotosintética C4, sin embargo, concentra CO2 en el sitio de la reacción de RuBisCO, lo que reduce la fotorespiración inhibidora de la bioselección. Una nueva frontera en la ciencia de los cultivos consiste en los intentos de producir genéticamente cultivos básicos de alimentos C3 (como trigo, cebada, soja, patatas y arroz) con el aparato fotosintético "turboalimentado" de las plantas C4.

## Biocarbón
El biocarbón o biochar (en inglés) (carbón de leña creado por pirólisis de biomasa) es una forma potente de biofijación a largo plazo (miles de años) de CO2 atmosférico derivado de la investigación de los suelos de Terra preta extremadamente fértiles de la cuenca del Amazonas. La colocación de biocarbón en los suelos también mejora la calidad del agua, aumenta la fertilidad del suelo, aumenta la productividad agrícola y reduce la presión sobre los bosques viejos. Como método de generación de bioenergía con almacenamiento de carbono, Rob Flanagan y la empresa de biocarbón EPRIDA han desarrollado estufas de cocina de baja tecnología para naciones en desarrollo que pueden quemar residuos agrícolas como cáscaras de arroz y producir 15% en peso de biocarbón; mientras que BEST Energies en NSW Australia ha pasado una década desarrollando una tecnología Agricarbón que puede quemar 96 toneladas de biomasa seca cada día, generando 30-40 toneladas de biocarbón. Un estudio paramétrico de la biofijación de Malcolm Fowles en la Open University indicó que para mitigar el calentamiento global, las políticas deberían alentar el desplazamiento del carbón con biomasa como fuente de energía para la generación de electricidad base, si la eficiencia de conversión de este último aumentara más del 30%; de lo contrario la biofijación de carbono de biomasa, se utiliza como una opción de mitigación más barata que la geofijación por la captura y almacenamiento de CO2.

## Mejora de las prácticas agrícolas
Las prácticas agrícolas de cero labranza ocurren cuando hay mucha cobertura, pero no se usa arado, de modo que la materia orgánica rica en carbono en el suelo no está expuesta al oxígeno atmosférico, ni a los efectos de lixiviación y erosión de la lluvia. Se alega que el arado cesante estimula a que más hormigas se conviertan en predadores de las termitas que se alimentan de la madera (y generan CO2), permite que las malas hierbas regeneren los suelos y ayuda a disminuir el flujo de agua sobre la tierra.

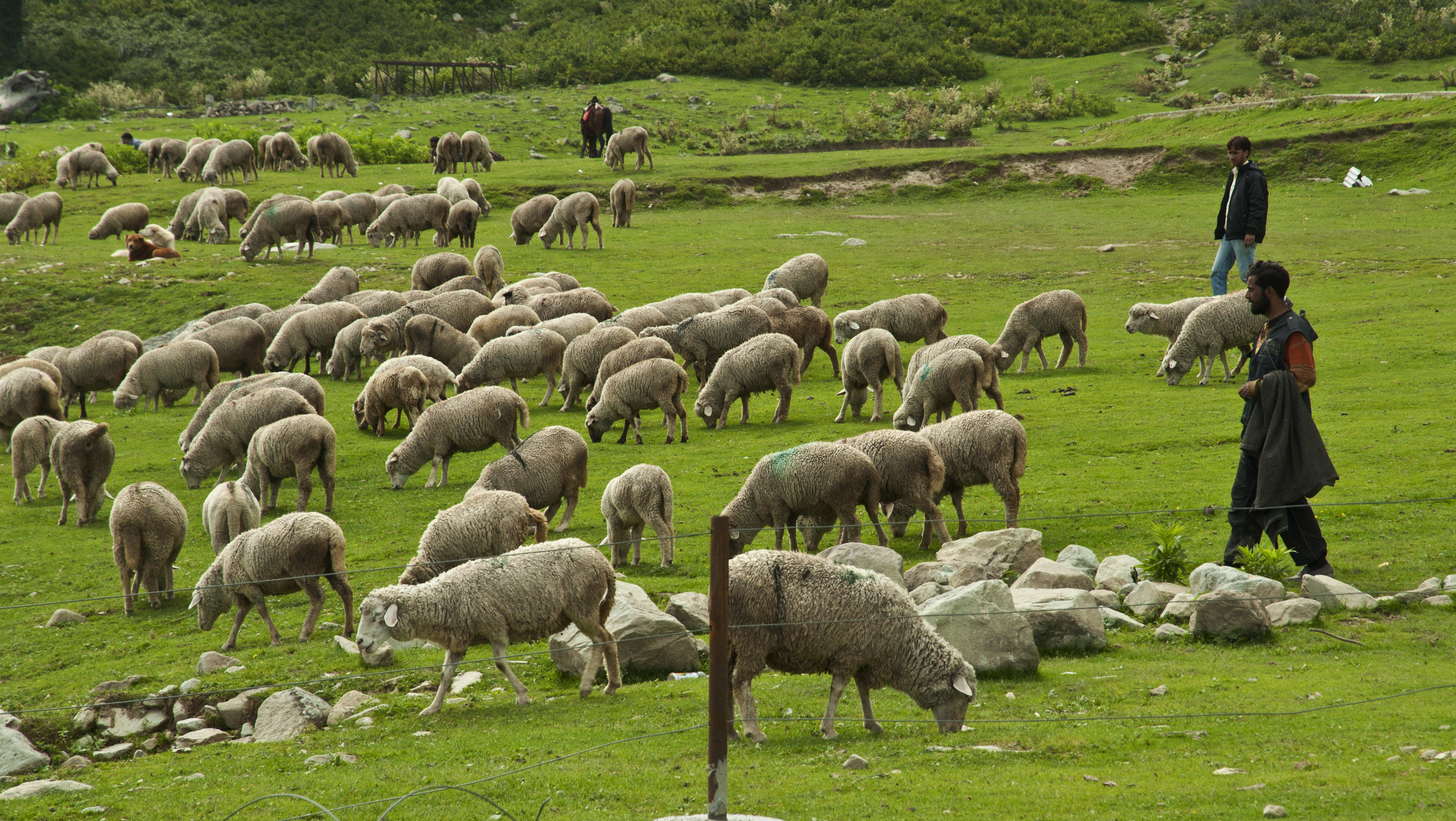
Pastores con sus ovejas.

El suelo contiene más carbono que la vegetación y la atmósfera combinadas, y en los EE. UU la mayoría del suelo se encuentra bajo tierra de pastoreo. El pastoreo planificado holístico tiene un tremendo potencial para mitigar el calentamiento global, mientras se construye el suelo, se aumenta la biodiversidad y se invierte la desertificación. Desarrollado por Allan Savory, usa cercas y / o pastores, para restaurar pastizales  planeando cuidadosamente los movimientos de grandes manadas de ganado para imitar los vastos rebaños encontrados en la naturaleza donde los animales de pastoreo se mantienen concentrados por los depredadores y se los obliga a seguir adelante después de comer, pisotear y abonar un área, regresando solo después de haberse recuperado completamente. Este método de pastoreo busca emular lo que ocurrió durante los últimos 40 millones de años a medida que la expansión de los ecosistemas de pasto y césped construyó suelos profundos y ricos en pastizales, secuestrando carbono y enfriando el planeta.

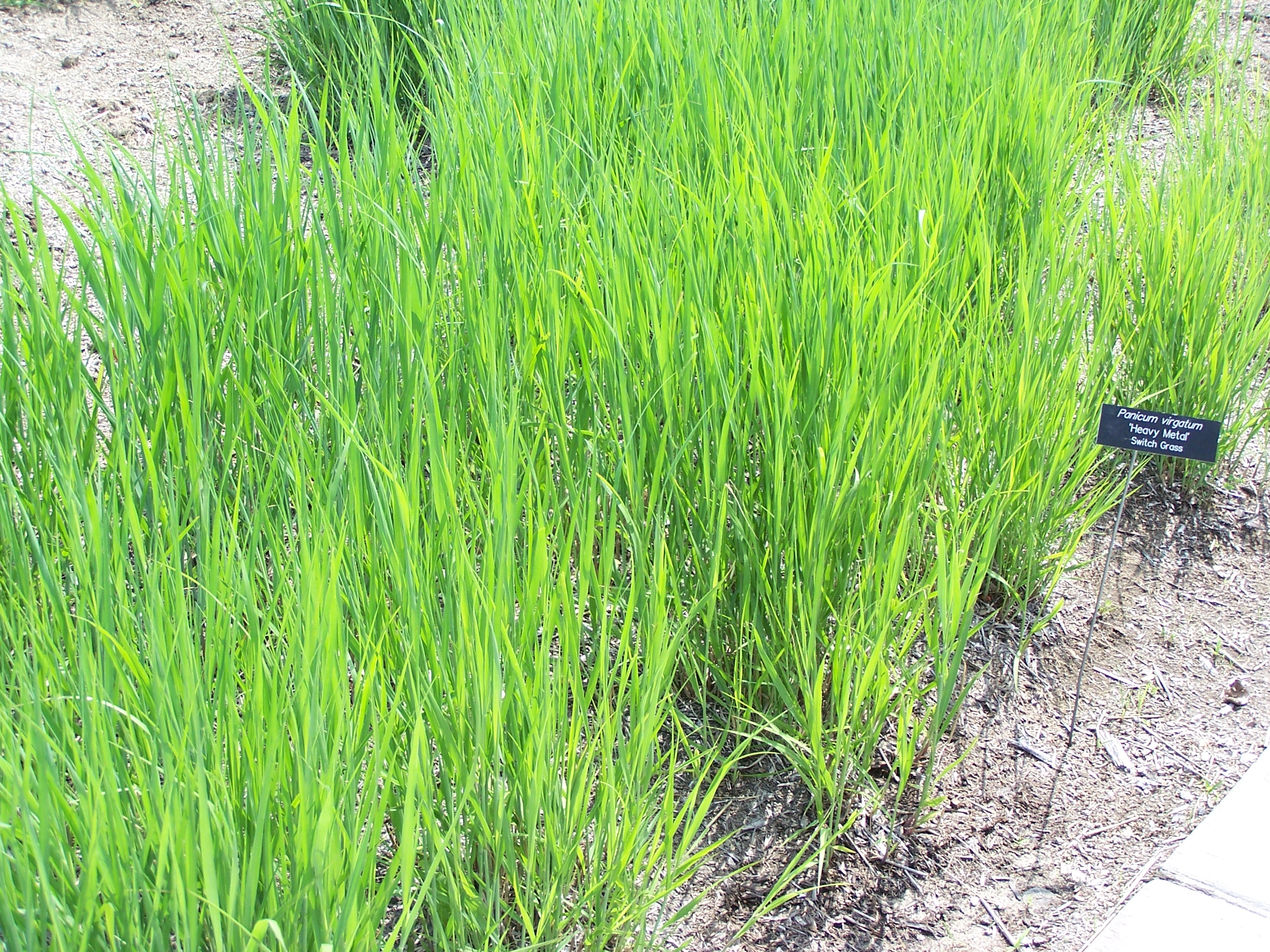
Panicum virgatum switchgrass, valioso en la producción de biocombustibles, conservación del suelo y biofijación

También se están desarrollando cultivos dedicados a biocombustibles y a biofijación, como el pasto varilla (panicum virgatum). Se requiere de 0.97 a 1.34 GJ de energía fósil para producir 1 tonelada de switchgrass, en comparación con 1.99 a 2.66 GJ para producir 1 tonelada de maíz. Dado que el pasto de viruta contiene aproximadamente 18.8 GJ / ODT de biomasa, la relación de salida de energía para el cultivo puede ser de hasta 20: 1.
La biofijación también puede ser mejorada por los agricultores que eligen cultivos de especies que producen grandes cantidades de fitolitos. Los fitolitos son capas esféricas microscópicas de silicio que pueden almacenar carbono durante miles de años.

## Biofijación y política de cambio climático

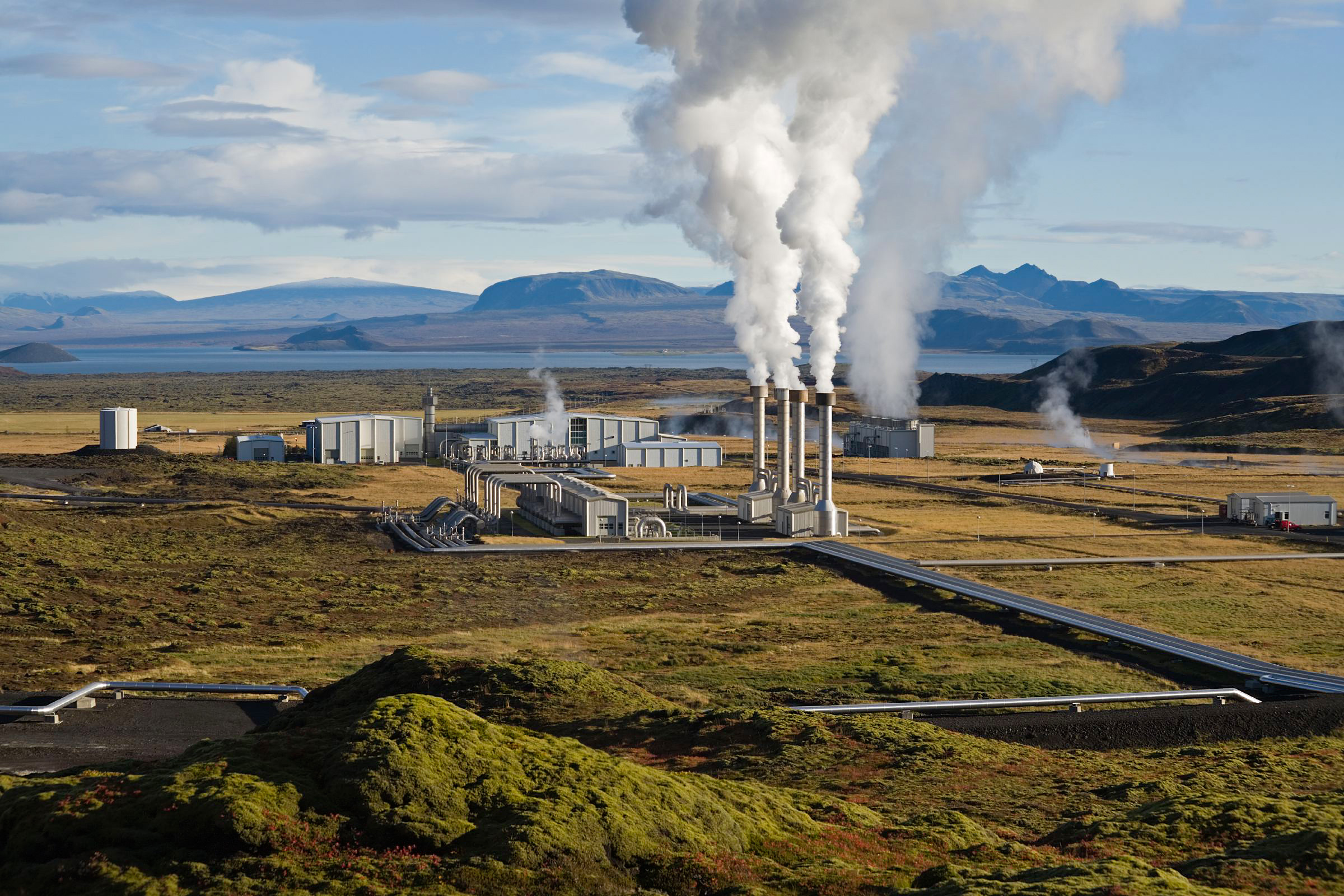
La biofijación podría ser crítica para la mitigación del cambio climático hasta que se establezcan formas más limpias de generación de energía. La central eléctrica geotérmica Nesjavellir en Þingvellir, Islandia.

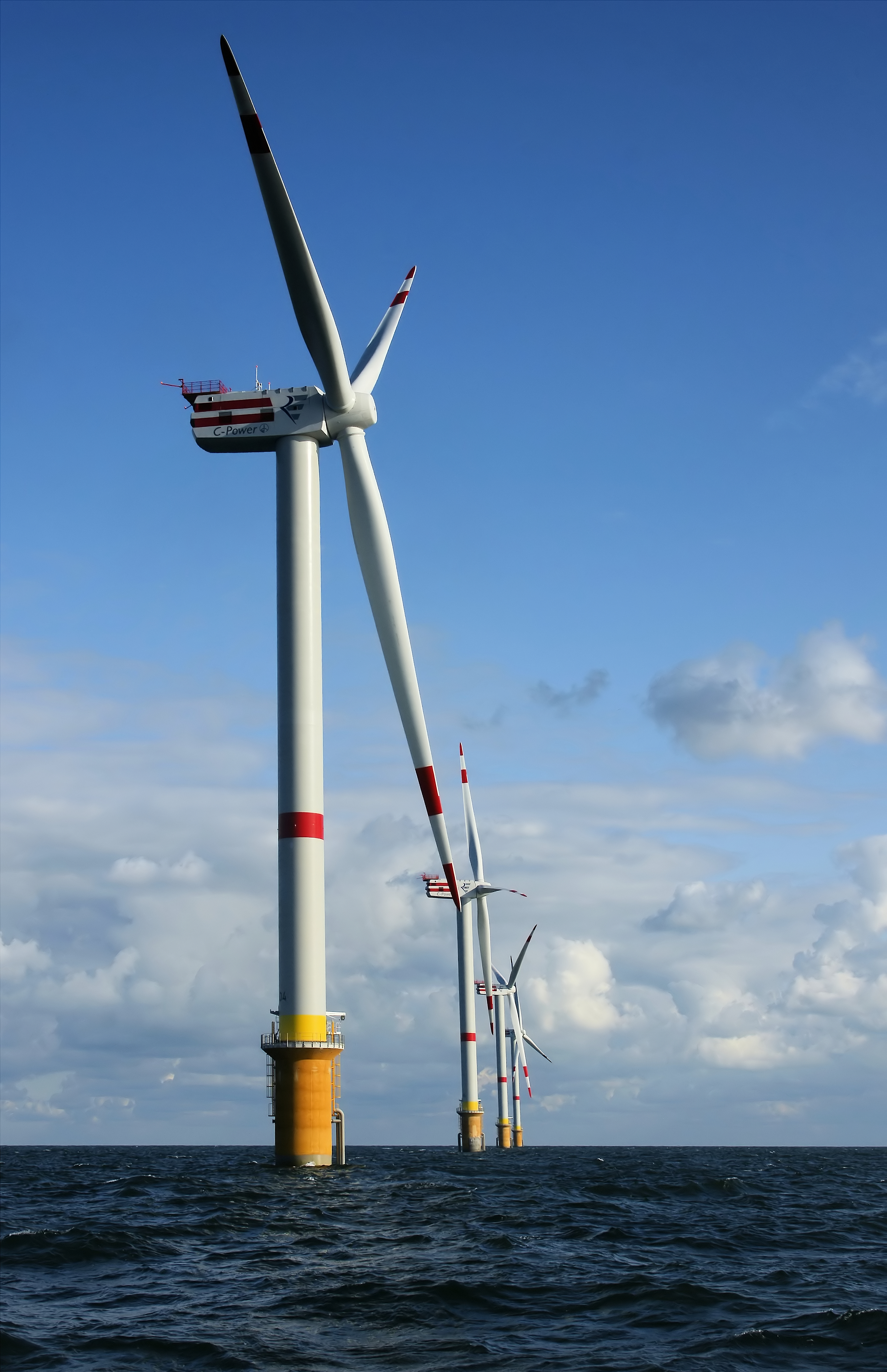
Aerogeneradores D4 (más cercano) a D1 en el Thornton Bank.

Las industrias con grandes cantidades de emisiones de CO2 (como la industria del carbón) están interesadas en la biofijación como un medio para compensar su producción de gases de efecto invernadero. En Australia, los investigadores universitarios están diseñando algas para producir biocombustibles (hidrógeno y aceites de biodiésel) e investigando si este proceso puede usarse para la biofijación de carbono. Las algas capturan naturalmente la luz del sol y usan su energía para dividir el agua en hidrógeno, oxígeno y aceites que pueden extraerse. Dicha producción de energía limpia también puede combinarse con la desalinización utilizando algas marinas tolerantes a la sal para generar agua dulce y electricidad.
Se están promoviendo muchas nuevas tecnologías de bioenergía (biocombustibles), incluidas biorrefinerías de etanol celulósico (utilizando tallos y ramas de la mayoría de las plantas incluyendo residuos de cultivos como tallos de maíz, paja de trigo y paja de arroz) porque tienen la ventaja adicional de la biofijación de CO2. Garnaut Climate Change Review recomienda que un precio del carbono en un esquema de comercio de emisiones de carbono podría incluir un incentivo financiero para los procesos de biofijación. Garnaut recomienda el uso de la biofijación de algas para absorber el flujo constante de emisiones de dióxido de carbono de la generación de electricidad y la fundición de metales a carbón hasta que las formas renovables de energía, como la solar y la eólica, se conviertan en contribuyentes más establecidos a la red. Garnaut, por ejemplo, afirma: "Algunos procesos de biofijación de algas podrían absorber las emisiones de la generación de electricidad a base de carbón y la fundición de metales". El Programa de Colaboración de las Naciones Unidas para Reducir Emisiones por Deforestación y Degradación Forestal en Países en Desarrollo (Programa ONU-REDD) es una colaboración entre la FAO, el PNUD y el PNUMA. Un fondo fiduciario establecido en julio de 2008 permite a los donantes agrupar recursos para generar la transferencia requerida. flujo de recursos para reducir significativamente las emisiones globales de la deforestación y la degradación forestal. El Informe Stern del gobierno del Reino Unido sobre la economía del cambio climático argumentó que frenar la deforestación era una "forma muy rentable de reducir las emisiones de gases de efecto invernadero"..
James E. Hansen argumenta que "una manera efectiva de lograr la reducción [del dióxido de carbono] sería quemar biocombustibles en las centrales eléctricas y capturar el CO2, con los biocombustibles derivados de desechos agrícolas o urbanos o cultivados en tierras degradadas usando poco o nada entradas de combustibles fósiles". Dichos sistemas de reducción de CO2 se conocen como bioenergía con captura y almacenamiento de carbono, o BECCS. Según un estudio realizado por Biorecro y el Global CCS Institute, actualmente (hasta enero de 2012) 550 000 toneladas de CO2 / año en funcionamiento total de BECCS, dividido entre tres instalaciones diferentes.
Bajo un acuerdo de 2009, Loy Yang Power y MBD Energy Ltd construirán una planta piloto de energía de combustibles fósiles en la central eléctrica de Latrobe Valley en Australia utilizando la tecnología de biofijación en la forma de un sistema de sintetizador de algas. El CO2 capturado de los gases residuales del escape se inyectará en las aguas residuales circulantes para producir algas ricas en aceite donde la luz solar y los nutrientes producirán una suspensión espesa cargada de aceite que puede producir petróleo de alta calidad para producir energía. Otros proyectos comerciales de demostración que involucran la biofijación de CO2 (en el punto de emisión) han comenzado en Australia.

## Bases filosóficas de la biofijación
Los argumentos para la biofijación a menudo se configuran en términos de teoría económica, sin embargo, existe una dimensión de calidad de vida bien reconocida en este debate. La biofijación ayuda a los seres humanos a aumentar sus contribuciones colectivas e individuales a los recursos esenciales de la biosfera. El caso de política para la biofijación se superpone con los principios de ecología, sostenibilidad y desarrollo sostenible, así como con la protección de la biosfera, la biodiversidad y los ecosistemas, la ética ambiental, la ética climática y la conservación natural.

## Barreras para una mayor biofijación global

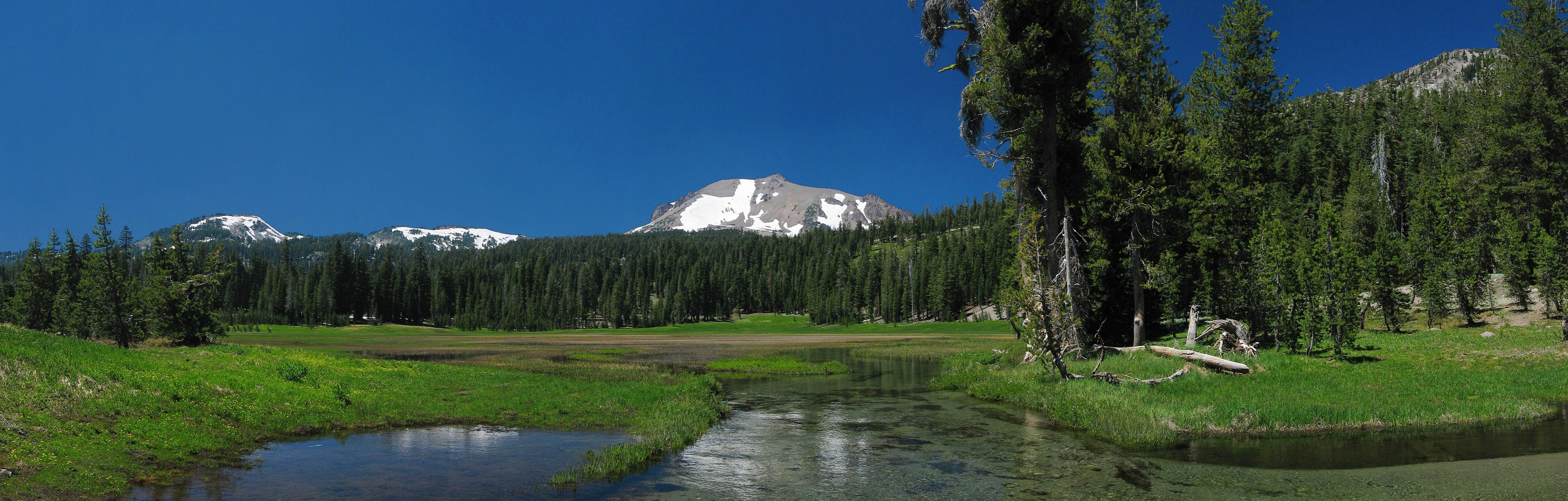
Parque nacional Lassen, Kings Creek, Estados Unidos.

Garnaut Climate Change Review señala muchas barreras para una mayor biofijación global. "Debe haber cambios en los regímenes contables para los gases de efecto invernadero. Se requieren inversiones en investigación, desarrollo y comercialización de enfoques superiores para la biofijación. Se requieren ajustes en la regulación del uso de la tierra. Se deberán desarrollar nuevas instituciones para coordinar los intereses en utilización de oportunidades de biofijación en las pequeñas empresas de las comunidades rurales. Se necesitarán esfuerzos especiales para liberar el potencial en las comunidades rurales de los países en desarrollo". Saddler y King han argumentado que la biofijación y las emisiones de gases de efecto invernadero no deberían manejarse dentro de un esquema global de comercio de emisiones debido a las dificultades para medir tales emisiones, problemas para controlarlas y la carga que se le impondría a numerosas operaciones agrícolas a pequeña escala. Collett también sostiene que los créditos de REDD (pagos posteriores a facto a países en desarrollo para reducir sus tasas de deforestación por debajo de una tasa de referencia histórica o proyectada) simplemente crean un enfoque de mercado complejo para este problema de salud pública global que reduce la transparencia y la rendición de cuentas cuando los objetivos no se cumplen y no será tan efectivo como las naciones desarrolladas financiando países voluntariamente para mantener sus bosques tropicales.
El Movimiento Mundial por los Bosques Tropicales ha argumentado que los países en desarrollo pobres podrían ser presionados para aceptar proyectos de reforestación bajo el Mecanismo de Desarrollo Limpio del Protocolo de Kioto con el fin de obtener divisas simplemente para pagar los intereses de la deuda al Banco Mundial. También existen tensiones sobre el manejo forestal entre los reclamos de soberanía de los naciones estado, los argumentos sobre el patrimonio común de la humanidad y los derechos de los pueblos indígenas y las comunidades locales; el Forest Peoples Programme (FPP) argumentando que los programas contra la deforestación podrían simplemente permitir que los beneficios financieros fluyan a los tesoros nacionales, privilegiar a los posibles degradadores forestales corporativos que manipulan el sistema al amenazar periódicamente a los bosques, en lugar de las comunidades locales que los conservan. El éxito de dichos proyectos también dependerá de la precisión de los datos de referencia y del número de países involucrados. Además, se ha argumentado que si la biofijación tiene un papel importante en la mitigación del cambio climático antropogénico, las políticas coordinadas deberían establecer el objetivo de lograr la cobertura forestal mundial en su grado anterior a la revolución industrial en el siglo XIX.
También se ha argumentado que el mecanismo de las Naciones Unidas para Reducir Emisiones por Deforestación y Degradación Forestal (REDD) puede aumentar la presión para convertir o modificar otros ecosistemas, especialmente sabanas y humedales, para alimentos o biocombustibles, aunque esos ecosistemas también tienen alta retención de carbono potencial. Globalmente, por ejemplo, las turberas cubren solo el 3% de la superficie terrestre pero almacenan el doble de carbono que todos los bosques del mundo, mientras que los manglares y las marismas son ejemplos de ecosistemas de biomasa relativamente baja con altos niveles de productividad y captura de carbono. Otros investigadores han argumentado que REDD es un componente crítico de una estrategia de biofijación global efectiva que podría proporcionar beneficios significativos, como la conservación de la biodiversidad, particularmente si deja de centrarse en proteger los bosques que son más rentables para reducir las emisiones de carbono ( como los de Brasil, donde los costos de oportunidad agrícola son relativamente bajos, a diferencia de Asia, que tiene ingresos considerables de aceite de palma, caucho, arroz y maíz). Ellos argumentan que REDD podría ser variada para permitir la financiación de programas para frenar la degradación de la turba en Indonesia y enfocarse en la protección de la biodiversidad en áreas "calientes", con una gran riqueza de especies y relativamente poco bosque remanente. Algunos compradores, sostienen, de los créditos de carbono de REDD, como las corporaciones multinacionales o las naciones, podrían pagar una prima para salvar los ecosistemas en peligro o las áreas con especies de alto perfil..